# Denis Naegelen
Denis Naegelen es un exjugador de tenis francés nacido el 14 de marzo de 1952. Su juego es diestro. Consiguió un título ATP en dobles el año 1979. Su mejor ranking en individuales fue 131.º del mundo.

## Títulos (1)

### Individuales (0)
| Leyenda                |
| Grand Slam (0)         |
| Tennis Masters Cup (0) |
| ATP Masters Series (0) |
| ATP Tour (0)           |

### Dobles (1)
| Leyenda                |
| Grand Slam (0)         |
| Tennis Masters Cup (0) |
| ATP Masters Series (0) |
| ATP Tour (1)           |

| N.º | Fecha                | Torneo             | Superficie    | Pareja                      | Oponentes en la final                            | Resultado |
| --- | -------------------- | ------------------ | ------------- | --------------------------- | ------------------------------------------------ | --------- |
| 1.  | 1 de octubre de 1979 | Kitzbühel, Austria | Tierra batida | Patrice Dominguez (Francia) | Bernard Fritz (Francia) / Iván Molina (Colombia) | 6-4 6-4   |